# Standbeeld van Indibilis en Mandonius

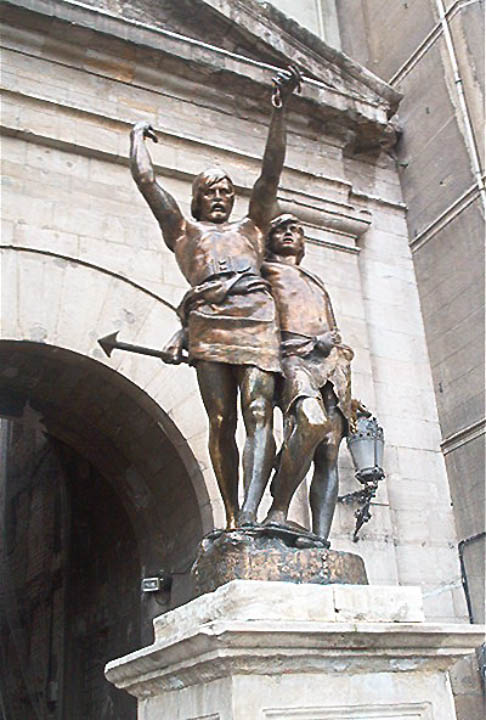
Het standbeeld van Indibilis en Mandonius.

Het standbeeld van Indibilis en Mandonius is een bronzen beeldengroep die zich bevindt op de plaça Agelet i Garriga in de Catalaanse stad Lleida, naast de Arc del Pont, de oude toegangspoort van de stad (gebouwd in de 15e eeuw) die de Carrer Major verbindt met de Pont Vell. Gewapend met kettingen, een lans en een falcata (het typische zwaard van de Iberiërs) stellen de krijgers de twee Ilergetische leiders voor die Lleida verdedigden tegen de Carthaagse en Romeinse aanvallen en die dankzij hun gevechten en doeltreffende onderhandeling wisten te vermijden dat de stad met de grond gelijk gemaakt werd.

## Oorsprong
Oorspronkelijk heette het werk Crit d'independència ("Schreeuw om onafhankelijkheid") en werd het in gips vormgegeven door de Barcelonese beeldhouwer Medardo Sanmartí in 1884. Het beeldhouwwerk stelde Istolacius en Indortes voor, twee Keltische krijgers die tegen de Carthagers gestreden hadden in de Tweede Punische Oorlog. In 1964 werd de bronzen replica die nu de Ilergetische strijders herdenkt, vervaardigd.
Vandaag de dag wordt het standbeeld van Indibilis en Mandonius beschouwd als een van de meest prominente en symbolische monumenten van Lleida, samen met La Seu Vella en de Fontein van de Sirene. Dankzij zijn ligging in een van de drukste centra van de stad heeft het beeld zich ontpopt tot een ontmoetingsplaats voor de inwoners van Lleida.

## Eigenaardigheden
- Het standbeeld moet regelmatig opgepoetst worden opdat het de kenmerkende glans van het brons zou behouden.
- Elk jaar, tijdens de carnavalsperiode, wordt het standbeeld verkleed.
- De Arc del Pont en zijn omgeving zijn recent gerestaureerd; toch doen de werken geen afbreuk aan het standbeeld.

## Afbeeldingen

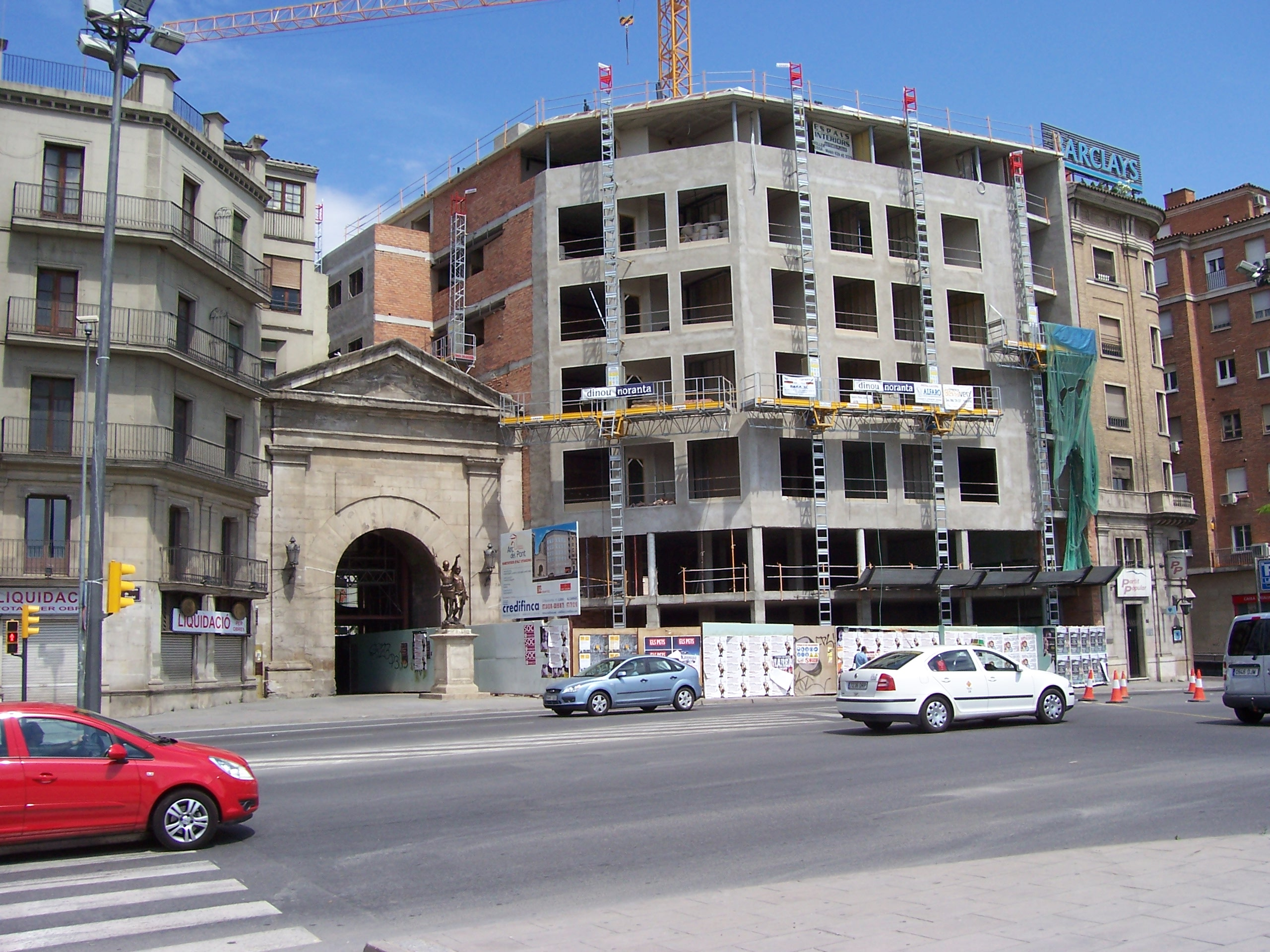
De Arc del Pont en het standbeeld (2007).
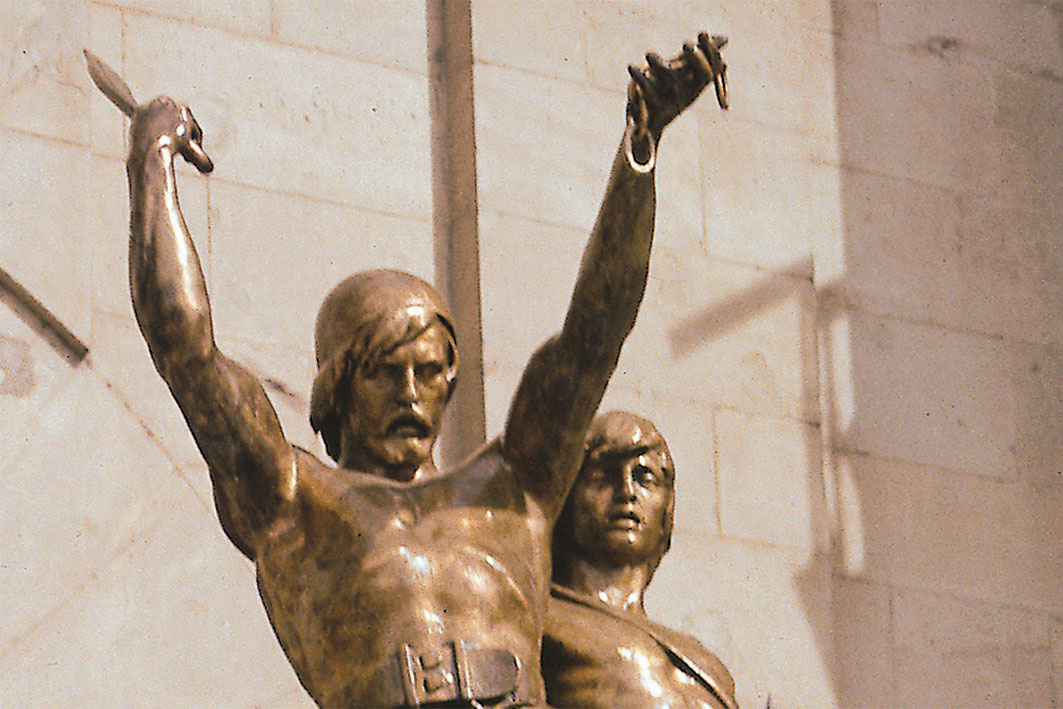
Detail van de strijders.